# Duoprisma
| Conjunto de (p-q)-duoprismas uniformes |                                          |
| Tipo                                   | 4-politopos uniformes prismáticos        |
| Símbolo de Schläfli                    | {p}×{q}                                  |
| Diagrama de Coxeter-Dynkin             |                                          |
| Celdas                                 | Prismas p q-gonales, prismas q p-gonales |
| Facetas                                | pq Cuadrados, p q-gonos, q p-gonos       |
| Aristas                                | 2pq                                      |
| Vértices                               | pq                                       |
| Figura de vértice                      | Disfenoide                               |
| Simetría                               | [p,2,q], orden 4pq                       |
| Dual                                   | p-q duopirámide                          |
| Propiedades                            | Convexo, isogonal                        |
|                                        |                                          |
| Conjunto de (p-p)-duoprismas uniformes |                                          |
| Tipo                                   | 4-politopo uniforme prismático           |
| Símbolo de Schläfli                    | {p}×{p}                                  |
| Diagrama de Coxeter-Dynkin             |                                          |
| Celdas                                 | Prismas 2p p-gonales                     |
| Facetas                                | p2 Cuadrados, 2p p-gonos                 |
| Aristas                                | 2p2                                      |
| Vértices                               | p2                                       |
| Simetría                               | [p,2,p]= [2p,2+,2p],}} orden 8p2         |
| Dual                                   | p-p duopirámide                          |
| Propiedades                            | Convexo, isogonal, isoedral              |

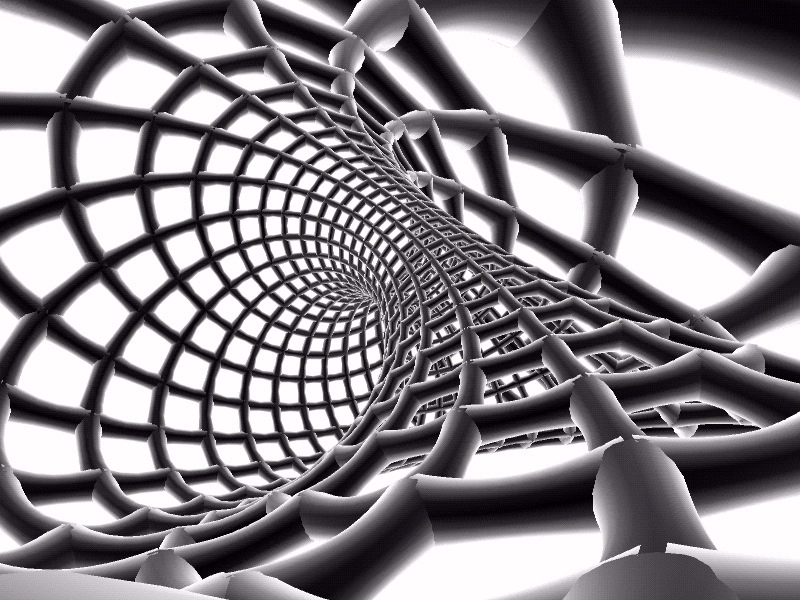
Un primer plano del interior del 23-29 duoprisma proyectado en una 3-esfera y una perspectiva proyectada en el 3-espacio. A medida que m y n se hacen grandes, un duoprisma se acerca a la geometría de un duocilindro de la misma forma en la que un prisma p-gonal se acerca a un cilindro

En geometría de 4 o más dimensiones, un duoprisma (o también doble prisma) es un politopo resultante del producto cartesiano de dos politopos, cada uno de dos dimensiones o más. El producto cartesiano de un n-politopo y de un m-politopo es otro (n+m)-politopo, donde n y m son de dimensión 2 (polígonos) o superior.
Dada su definición, los  duoprismas de menor dimensión posible están definidos en el espacio tetradimensional como polícoros generados mediante el producto cartesiano de dos polígonos definidos en el espacio euclídeo bidimensional. Más precisamente, es el conjunto de puntos:
{\displaystyle P_{1}\times P_{2}=\{(x,y,z,w)|(x,y)\in P_{1},(z,w)\in P_{2}\}}
donde P1 y P2 son los conjuntos de puntos contenidos en los respectivos polígonos. Tal duoprisma es convexo si ambas bases son convexas, y está acotado por celdas prismáticas.

## Nomenclatura
Los duoprismas de cuatro dimensiones se consideran 4 politopos prismáticos. Un duoprisma construido a partir de dos polígonos regulares de la misma longitud de arista es un duoprisma uniforme.
Un duoprisma formado por n-polígonos y por m-polígonos se nombra anteponiendo duoprisma a los nombres de los polígonos base, por ejemplo: un duoprisma triangular-pentagonal es el producto cartesiano de un triángulo y de un pentágono.
Una forma alternativa y más concisa de especificar un duoprisma particular es anteponiendo números que denoten los polígonos base, por ejemplo: 3,5-duoprisma para el duoprisma triangular-pentagonal.
Otros nombres alternativos:
- Prisma q-gonal-p-gonal
- Duoprisma q-gonal-p-gonal
- Hiperprisma q-gonal-p-gonal

El término duoprisma fue acuñado por George Olshevsky, a partir de la expresión doble prisma. John Horton Conway propuso un nombre similar, proprisma, para denominar a un prisma producto, el producto cartesiano de dos o más politopos de dimensión al menos dos. Los duoprismas son proprismas formados a partir de exactamente dos politopos.

## Ejemplo de un 16-16 duoprisma
| Diagrama de Schlegel Se muestra la proyección desde el centro de un prisma 16-gonal y todos menos uno de los prismas 16-gonales opuestos. | Desarrollo Se muestran los dos conjuntos de prismas 16-gonales. Las caras superior e inferior del cilindro vertical están conectadas cuando se pliegan juntas en 4D |

## Geometría de duoprismas de 4 dimensiones
Un duoprisma uniforme de 4 dimensiones se crea mediante el producto de un polígono regular de n lados y de un polígono regular de m lados con la misma longitud de arista. Está delimitado por n prismas m-gonales; y por m prismas n-gonales. Por ejemplo, el producto cartesiano de un triángulo y un hexágono es un duoprisma acotado por 6 prismas triangulares y 3 prismas hexagonales.
- Cuando m y n son idénticos, el duoprisma resultante está limitado por 2n prismas n-gonales idénticos. Por ejemplo, el producto cartesiano de dos triángulos es un duoprisma acotado por 6 prismas triangulares.
- Cuando m y n son iguales a 4, el duoprisma resultante está limitado por 8 prismas cuadrados (cubos) y es idéntico al teseracto.

Los prismas m-gonales están unidos entre sí a través de sus caras m-gonales y forman un bucle cerrado. De manera similar, los prismas n-gonales están unidos entre sí a través de sus caras n-gonales y forman un segundo bucle perpendicular al primero. Estos dos bucles están unidos entre sí a través de sus caras cuadradas y son mutuamente perpendiculares.
A medida que m y n se acercan al infinito, los duoprismas correspondientes se acercan al duocilindro. Como tal, los duoprismas son útiles como aproximaciones no cuádricas drl duocilindro.

## Desarrollos 3D
| 3-3  |      |      |      |      |      |      |       |
| 3-4  | 4-4  |      |      |      |      |      |       |
| 3-5  | 4-5  | 5-5  |      |      |      |      |       |
| 3-6  | 4-6  | 5-6  | 6-6  |      |      |      |       |
| 3-7  | 4-7  | 5-7  | 6-7  | 7-7  |      |      |       |
| 3-8  | 4-8  | 5-8  | 6-8  | 7-8  | 8-8  |      |       |
| 3-9  | 4-9  | 5-9  | 6-9  | 7-9  | 8-9  | 9-9  |       |
| 3-10 | 4-10 | 5-10 | 6-10 | 7-10 | 8-10 | 9-10 | 10-10 |

### Proyecciones en perspectiva
Una proyección en perspectiva centrada en una celda hace que un duoprisma parezca un toro, con dos conjuntos de celdas ortogonales (prismas p-gonales y q-gonales).
| |               |
| 6-prisma | 6-6 duoprisma |
| Un prisma hexagonal, proyectado en el plano en perspectiva, centrado en una cara hexagonal, parece un hexágono doble conectado por cuadrados (distorsionados). De manera similar, un duoprisma 6-6 proyectado en 3D se aproxima a un toro, hexagonal tanto en planta como en sección. |               |

Los duoprismas p-q son idénticos a los duoprismas q-p, pero se ven diferentes en estas proyecciones porque se proyectan en el centro de diferentes celdas.
| 3-3 | 3-4 | 3-5 | 3-6 | 3-7 | 3-8 |
| 4-3 | 4-4 | 4-5 | 4-6 | 4-7 | 4-8 |
| 5-3 | 5-4 | 5-5 | 5-6 | 5-7 | 5-8 |
| 6-3 | 6-4 | 6-5 | 6-6 | 6-7 | 6-8 |
| 7-3 | 7-4 | 7-5 | 7-6 | 7-7 | 7-8 |
| 8-3 | 8-4 | 8-5 | 8-6 | 8-7 | 8-8 |

### Proyecciones ortogonales
Las proyecciones ortogonales centradas en el vértice de los duoprismas p-p muestran  simetría [2n] para grados impares y [n] para grados pares. Hay n vértices proyectados hacia el centro. Para el par de valores 4,4, representa el plano de Coxeter A3 del teseracto. La proyección 5,5 es idéntica al triacontaedro rómbico en 3D.
| Impares         | Impares         | Impares         | Impares | Impares | Impares | Impares | Impares | Impares | Impares | Impares | Impares |
| 3-3             | 3-3             | 3-3             | 5-5     | 5-5     | 5-5     | 7-7     | 7-7     | 7-7     | 9-9     | 9-9     | 9-9     |
| --------------- | --------------- | --------------- | ------- | ------- | ------- | ------- | ------- | ------- | ------- | ------- | ------- |
|                 |                 |                 |         |         |         |         |         |         |         |         |         |
| [3]             | [3]             | [6]             | [5]     | [5]     | [10]    | [7]     | [7]     | [14]    | [9]     | [9]     | [18]    |
| Pares           |                 |                 |         |         |         |         |         |         |         |         |         |
| 4-4 (teseracto) | 4-4 (teseracto) | 4-4 (teseracto) | 6-6     | 6-6     | 6-6     | 8-8     | 8-8     | 8-8     | 10-10   | 10-10   | 10-10   |
|                 |                 |                 |         |         |         |         |         |         |         |         |         |
| [4]             | [4]             | [8]             | [6]     | [6]     | [12]    | [8]     | [8]     | [16]    | [10]    | [10]    | [20]    |

## Politopos relacionados

Proyección estereográfica de un duocilindro en rotación, una superficie dividida en los cuadrados del poliedro oblicuo {4,4|n} (representados con el patrón de un tablero de ajedrez)

El poliedro oblicuo regular {4,4|n} existe en el 4 espacio como las n2 caras cuadradas de un n-n duoprisma, incluyendo todas las 2n2 aristas y los n2 vértices. Las 2n caras n-gonales han sido eliminadas (los poliedros oblicuos se pueden ver de la misma manera mediante un duoprisma n-m, pero no son regulares).

### Duoantiprisma

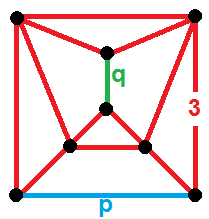
Figura de vértice de un p-q duoantiprisma, un girobifastigium

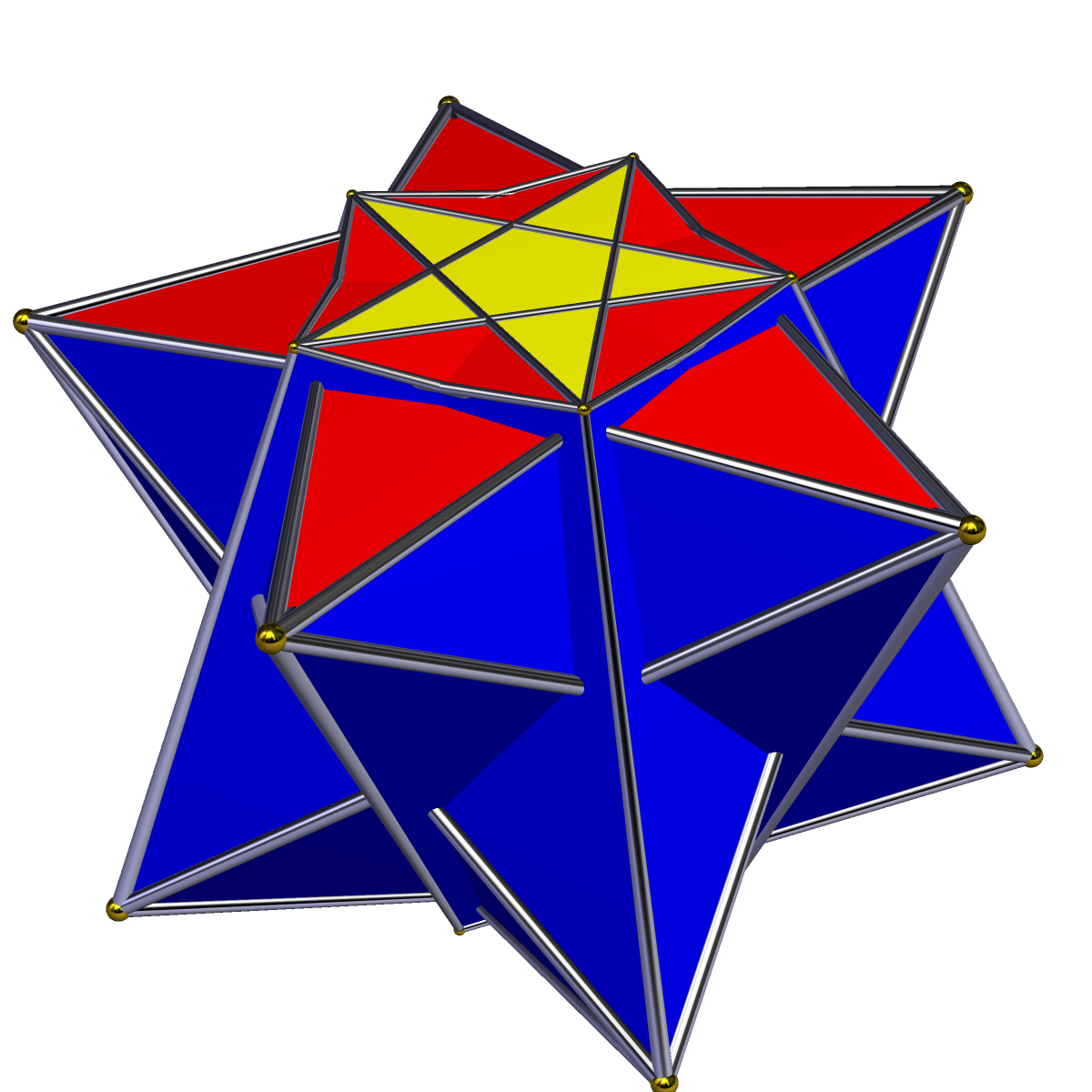
Proyección estereográfica de un gran duoantiprisma, centrada en uno de sus antiprismas cruzados pentagrámicos

Al igual que los antiprismas considerados como prismas alternados, existe un conjunto de duoantiprismas de 4 dimensiones: polícoros que puede crearse mediante una operación alternación aplicada a un duoprisma. Los vértices alternados crean células tetraédricas no regulares, excepto en un caso especial, el duoprisma 4-4 (teseracto), que crea el hexadecacoron uniforme (y regular). El de 16 celdas es el único duoantiprisma uniforme convexo.
Los duoprismas , t0,1,2,3{p,2,q}, se pueden alternar en , ht0,1,2,3{p,2,q}, los duoantiprismas, que no pueden uniformarse en general. La única solución uniforme convexa es el caso trivial de p=q=2, una construcción de simetría inferior del teseracto , t0,1,2,3{2,2,2}, con su alternancia generando el hexadecacoron, , s{2}s {2}.
La única solución uniforme no convexa es p=5, q=5/3, ht0,1,2,3{5,2,5/3}, , construida a partir de 10 antiprismas pentagonales, 10 antiprismas cruzados pentagramáticos y 50 tetraedros, polícoro conocido como gran duoantiprisma (gudap).

### Ditetragoltriatos
También están relacionados los ditetragoltriatos u octagoltriatos, formados llevando el octógono (considerado un ditetragón o un cuadrado truncado) a un p-gono. El octógono de un p-gono se puede definir claramente si se supone que el octógono es el recubrimiento convexo de dos rectángulos perpendiculares; entonces el ditetragoltriato p-gonal es el recubrimiento convexo de dos duoprismas p-p (donde los p-gonos son similares pero no congruentes y tienen diferentes tamaños) en orientaciones perpendiculares. El polícoro resultante es isogonal y tiene 2p prismas p-gonales y p2 trapezoprismas rectangulares (un cubo con simetría D2d), pero no es uniforme. La figura del vértice es una bipirámide triangular.

### Duoantiprismoides
Al igual que los duoantiprismas como duoprismas alternados, hay un conjunto de duoantiprismoides p-gonales creados alternando los ditetragoltriatos 2p-gonales, generando antiprismas p-gonales y tetraedros mientras se reinterpretan los espacios bipiramidales triangulares no coreálmicos como dos tetraedros. La figura resultante generalmente no es uniforme excepto en dos casos: el gran antiprisma y su conjugado, el duoantiprismoide pentagrámico (con p = 5 y 5/3 respectivamente), representado como la alternancia de un ditetragoltriato decagonal o decagrámico. La figura de vértice es una variante de la esfenocorona.

### k_22 politopos
El 3-3 duoprisma, -122, es el primero de una serie dimensional de politopos uniformes, expresados por Harold Scott MacDonald Coxeter como la serie k22. El duoprisma 3-3 es la figura de vértice del segundo politopo, el 5-símplex birrectificado. La cuarta figura es un panal euclídeo, el 222, y el último es un panal hiperbólico paracompacto, 322, con el grupo de Coxeter [32,2,3], {\displaystyle {\bar {T}}_{7}}. Cada politopo uniforme se construye progresivamente a partir del anterior como su figura de vértice.
| Espacio             | Finito       | Finito      | Finito                               | Euclídeo                            | Hiperbólico |
| n                   | 4            | 5           | 6                                    | 7                                   | 8           |
| ------------------- | ------------ | ----------- | ------------------------------------ | ----------------------------------- | ----------- |
| Grupo de Coxeter    | A2A2         | E6          | {\displaystyle {\tilde {E}}_{6}}=E6+ | {\displaystyle {\bar {T}}_{7}}=E6++ |             |
| Diagrama de Coxeter |              |             |                                      |                                     |             |
| Simetría            | [[ 32,2,-1]] | [[ 32,2,0]] | [[ 32,2,1]]                          | [[ 32,2,2]]                         | [[ 32,2,3]] |
| Orden               | 72           | 1440        | 103,680                              | ∞                                   | ∞           |
| Grafo               |              |             |                                      | ∞                                   | ∞           |
| Nombre              | −122         | 022         | 122                                  | 222                                 | 322         |